# Calycopis anthora
Calycopis anthora is een vlinder uit de familie van de Lycaenidae. De wetenschappelijke naam van de soort werd als Thecla anthora in 1877 gepubliceerd door William Chapman Hewitson.

## Synoniemen
- Tmolus atrox Butler, 1877